# Drávacsepely
Drávacsepely község Baranya vármegyében, a Siklósi járásban.

## Fekvése
Harkánytól nyugatra helyezkedik el, Rádfalva, Kémes és Drávacsehi között.

### Megközelítése
Legfontosabb közúti megközelítési útvonala a Harkány-Sellye-Darány közt húzódó 5804-es út, mely a lakott területe északi szélén halad el, ezen érhető el mindhárom említett település irányából; központján az 58 124-es számú mellékút vezet végig.
Pécsről Harkányon át közelíthető meg a legegyszerűbben, az 58-as főúton, majd az 5717-es és az 5804-es úton.
A települést a hazai vasútvonalak közül a Középrigóc–Villány-vasútvonal érintette, melynek egy megállási pontja volt a falu területén, Drávacsepely megállóhely; 2007-ben azonban megszűnt a forgalom a vonalon.

## Története
Nevét az oklevelek korán, már 1177-ben említették Chepely néven, Kémes határjárásában. A baranyai vár faluja volt. A tatárjárás alatt a falu lakossága a Dráva mocsaraiba menekült. A tatárok elvonulása után a falut újjáépítették. A török hódoltság alatt is lakott maradt a falu. Katolikus lakosai ekkor református hitre tértek át.
A falu a 18. században a Batthyány család siklósi uradalmához tartozott. Az egykézés miatt a református lakosság számát ma már fölülmúlják a katolikusok.

## Közélete

### Polgármesterei
- 1990–1994: Ifj. Gál József (független)[3]
- 1994–1998: Gál József (független)[4]
- 1998–2000: Trapp Sándor (független)[5]
- 2001–2002: Mecseki Tibor Gyuláné (független)[6][7]
- 2002–2006: Bónis Gyuláné (független)[8]
- 2006–2010: Bónis Gyuláné (független)[9]
- 2010–2014: Bónis Gyuláné (független)[10]
- 2014–2019: Bónis Gyuláné (független)[11]
- 2019–2024: Bónis Gyuláné (független)[12]
- 2024– : Bónis Gyuláné (független)[1]

A településen 2001. január 7-én időközi polgármester-választást tartottak, az előző polgármester halála miatt.

## Népesség
A település népességének változása:
| Lakosok száma | 209  | 202  | 197  | 189  | 198  | 190  | 192  | 186  |
|               | 2013 | 2014 | 2015 | 2019 | 2021 | 2022 | 2023 | 2024 |

A 2011-es népszámlálás során a lakosok 94,6%-a magyarnak, 7,3% cigánynak, 0,5% horvátnak, 0,5% németnek, 1% románnak, 0,5% szerbnek mondta magát (5,4% nem nyilatkozott; a kettős identitások miatt a végösszeg nagyobb lehet 100%-nál). A vallási megoszlás a következő volt: római katolikus 39%, református 18%, görögkatolikus 1%, felekezeten kívüli 27,8% (13,7% nem nyilatkozott).
2022-ben a lakosság 88,9%-a vallotta magát magyarnak, 3,7% cigánynak, 0,5% szerbnek, 1,6% egyéb, nem hazai nemzetiségűnek (11,1% nem nyilatkozott; a kettős identitások miatt a végösszeg nagyobb lehet 100%-nál). Vallásuk szerint 33,2% volt római katolikus, 21,6% református, 1,1% egyéb katolikus, 13,7% felekezeten kívüli (30,5% nem válaszolt).

## Nevezetességei

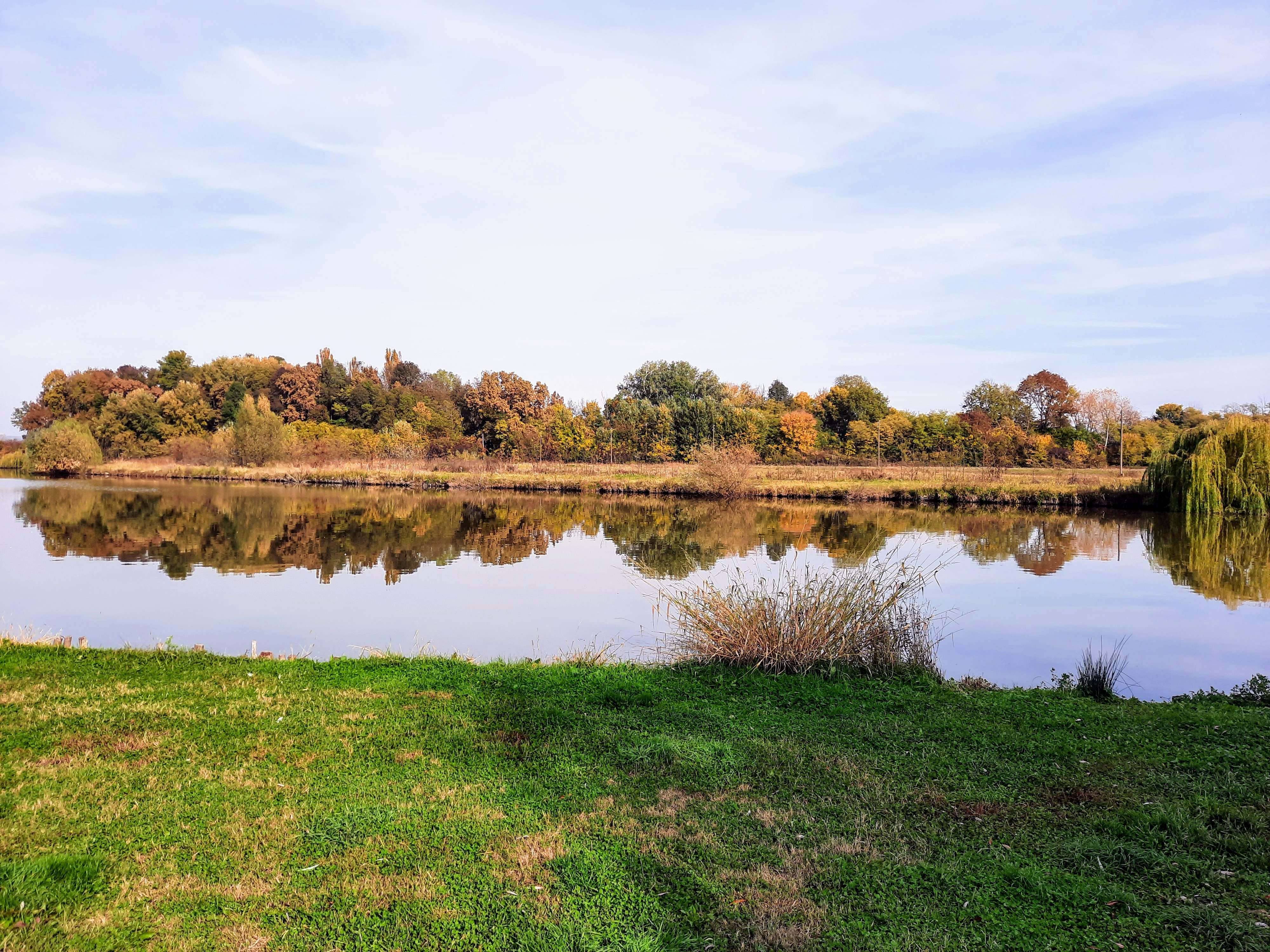
Hosszú-tó

- Református temploma 1802-ben épült copf stílusban.
- Horgásztó, ami Hosszú-tó Drávacsepely néven működik.